# Aboukir (pâtisserie)
Pour les articles homonymes, voir Aboukir (homonymie).
L'aboukir est un petit four à la pâte d'amande verte aux pistaches. Une variante glacée appelée « bombe aboukir » est proposé par Auguste Escoffier dans son Guide culinaire.